# دانييل كريتينسكي
دانييل كريتينسكي (من مواليد 9 يوليو 1975)  هو رجل أعمال ملياردير ومحامٍ تشيكي، يشغل منصب الرئيس التنفيذي ويمتلك 94٪ من شركة "إنيرجيتيك إي برووميسلوفي القابضة". كما أنه المالك المشارك ورئيس نادي كرة القدم سبارتا براغ، بالإضافة إلى كونه مديرًا ومساهمًا رئيسيًا في نادي كرة القدم الإنجليزي وست هام يونايتد.

## وقت مبكر من الحياة
والده البيولوجي هو موجمير كريتينسكي، أستاذ المعلوماتية في جامعة ماساريك،  ووالدته، ميكايلا سيدليكا، قاضية سابقة في المحكمة الدستورية لجمهورية التشيك .  والده بالتبني، الذي قام بتربيته، هو المصور فلاديمير زيدليكي.

## حياته المهنية

#### البداية
في عام 1999، انضم كريتينسكي إلى شركة "جي آند تي" كمحامٍ وأصبح شريكًا فيها عام 2003. منذ عام 2004، تولى رئاسة نادي سبارتا براغ لكرة القدم وامتلك نسبة 40% من أسهمه. عندما أسست شركة "جي آند تي" شركة "إنيرجيتيك إي برووميسلوفي القابضة" في عام 2009، أصبح رئيسًا لها ومساهمًا بنسبة 20%، وتوقف عن كونه شريكًا في "جي آند تي". في عام 2011، تولى رئاسة شركة "إي بي إندستريز" وامتلك نسبة 60% من أسهمها بعد فصل استثماراتها عن شركة EPH.
في عام 2016، استحوذ على 94% من ملكية شركة EPH من خلال سلسلة معاملات، شملت بيع الشركة لحصة 30% في شركة EPIF التابعة، حيث استخدمت العائدات لشراء حصص المساهمين الآخرين. اعتبارًا من عام 2022، امتلكت شركة EPIF نسبة 49% من شركة "يوستريم"، التي تدير نظام نقل الغاز في سلوفاكيا وتعمل على نقل الغاز الروسي إلى وسط وشرق أوروبا. منذ عام 2014، أصبح كريتينسكي أحد مالكي مؤسسة الإعلام التشيكية "Czech News Center"، التي تصدر صحيفة "بلسك الشعب".

#### 2018–2020: شراء شركة فرنسية
في أكتوبر 2018، علم موظفو صحيفة لوموند أن كريتينسكي قد اشترى 49% من حصة ماثيو بيجاس ‏ في الشركة. ولم يتم إخطار مجموعة الاستقلال التابعة لوموند ، وهي مساهم أقلية يهدف إلى حماية الاستقلال التحريري للصحيفة، بالبيع، وطلبت من بيجاس وكريتينسكي التوقيع على "اتفاقية موافقة" من شأنها أن تمنح مجموعة الاستقلال الحق في الموافقة أو رفض أي مساهم مسيطر. اعتبارًا من سبتمبر 2019 ولم يفعلوا ذلك. في 12 مارس 2020، نشر الصحفي الفرنسي جيروم ليفيلياتر، كتاب استقصائي عن الملياردير التشيكي.
في 16 سبتمبر 2020، أعلنت شركته القابضة، عن حصة 3.05٪ في أسهم متاجر سوبر ماركت كبرى في المملكة المتحدة. بحلول شهر نوفمبر، أصبحت شركة فيسا للاستثمار في الأسهم المحدودة القابضة المملوكة لكريتينسكي أيضًا أكبر مساهم في كرة القدم.

#### 2021–2022
في 10 نوفمبر 2021، أعلن نادي وست هام يونايتد لكرة القدم في إنجلترا أن كريتينسكي وزميله بافيل هورسكي قد استحوذا على 27٪ من أسهم النادي، وأصبح كلاهما عضوين في مجلس الإدارة.
في 25 أغسطس 2022، أخطرت الحكومة البريطانية شركة "روايال ميل" في المملكة المتحدة بأن شركة "فيزا إكويتي إنفستمنت سارل" التابعة لكريتينسكي، والتي كانت المستثمر الأكبر في "روايال ميل" آنذاك، تنوي زيادة حصتها إلى أكثر من 25%. وقد أدى ذلك إلى تدخل الحكومة البريطانية ومراجعة المسألة من قبل وزير الدولة للأعمال في المملكة المتحدة، كواسي كوارتينج، بموجب قانون الأمن القومي والاستثمار. في 31 أكتوبر 2022، وافق الوزير على نية كريتينسكي زيادة حصته في شركة "فيزا" في "روايال ميل" (المملوكة للشركة الأم "إنترناشونال ديسترِبيوشنز سيرفيسز").

#### 2024
في أبريل 2024، تلقت شركة "روايال ميل" (والتي تملكها شركة "إنترناشونال ديستريبيوشنز سيرفيسز") عرضًا للاستحواذ من شركة كريتينسكي. تم رفض العرض الذي بلغ 320 بنسًا للسهم من قبل شركة IDS. ومع ذلك، في 29 مايو، قبل مالكو البريد الملكي عرضًا بقيمة 360 بنسًا للسهم. وقد تعهدت شركة كريتينسكي كتابيًا بالالتزام بالتزام الخدمة الشاملة لمدة خمس سنوات. تمت الموافقة على عملية الاستحواذ بقيمة 3.6 مليار جنيه إسترليني في ديسمبر 2024، مع احتفاظ حكومة المملكة المتحدة بـ "حصة ذهبية" في رويال ميل.
سوف يمتلك ويسيطر اتحاد بقيادة كريتينسكي على 53.7% من رأس مال شركة التجزئة الفرنسية جروب كازينو . في شهر يونيو، أعلنت شركة تيسين كروب أن بدء إعادة بناء شركة تيسين كروب ستيل أوروبا المتعثرة سوف يتم خلال الصيف وأن دانييل كريتينسكي يريد الاستحواذ على حصة 20% دون تسريح عمال.

## الاستراتيجية
في خطاب ألقاه عام 2015، قال كريتينسكي: "نريد أن نجني الأموال في الصناعات التي تحتضر لأننا نعتقد أنها ستموت بشكل أبطأ بكثير مما يقوله الإجماع العام".

## الحياة الشخصية
يواعد كريتينسكي آنا كيلينر، ابنة شريكه التجاري بيتر كيلينر ، الذي كان أغنى رجل في البلاد. في عام 2015، استحوذ على قصر هيث هول في لندن مقابل 65 مليون جنيه إسترليني، يضم 15 غرفة نوم، و13 حمامًا، وسينما، وملعب تنس.